# Constantino Cúmano

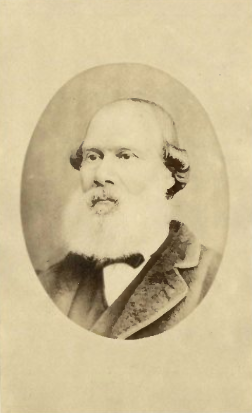
Dr. Constantino Cúmano

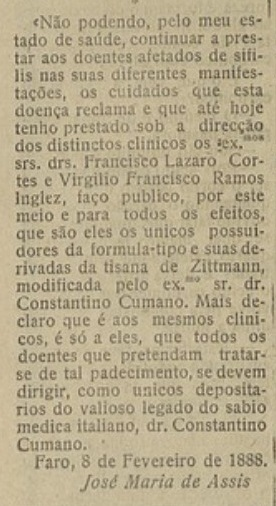
Notícia no jornal "O Algarve" de 8 de Fevereiro de 1888

Constantino Cúmano (Trieste, 1811 - 1873), foi um político e médico italiano que exerceu medicina em Faro (Portugal).

## Família
Filho de Gian Paolo Cúmano (Veneza, Bragosa, San Antonio, 8 de Dezembro de 1775 - ?), Médico, e de sua mulher (Faro, Igreja da Misericórdia, 12 de Agosto de 1805) Antonia Maria Marina Doglioni (Veneza, San Martino (?) - ?), neto paterno de Constantino Cúmano e de sua mulher Caterina Balotta e neto materno de Francisco Doglioni e de sua mulher Angela Mandichi, todos da República de Veneza.

## Biografia
Licenciado em Medicina, mas activista convicto da causa da unificação italiana, o Dr. Constantino Cúmano viu-se obrigado a exilar-se na Alemanha. Neste país especializou-se no tratamento da sífilis, tendo aperfeiçoado um medicamento (a tisana de Zittman, na altura já caído em desuso) com excelentes resultados no tratamento da doença.
Com saudades da família (esposa e dois filhos), voltou clandestinamente a Itália, tendo acabado por ser descoberto e denunciado às autoridades. Por intervenção da sua mulher foi libertado, sob condição de voltar a exilar-se no estrangeiro.
Terá sido nessa época que veio, pela primeira vez a Portugal, em 1856, a pretexto de visitar os seus tio e irmão, Lázaro Doglioni e Justino Cúmano, igualmente médicos, radicados em Faro. Tendo permanecido somente uns quinze dias, a sua fama como médico terá sido tal que, ao regressar a Faro em 1865 se viu obrigado a montar um consultório clínico e a escolher um ajudante. A escolha terá recaído em José Maria Assis, barbeiro de profissão, que era desde há uns anos amigo de seu irmão, o Dr. Justino Cúmano.
Entre Dezembro de 1865 e Outubro de 1866 o Dr. Constantino Cúmano exerceu clínica na cidade de Faro notabilizando-se no tratamento da sífilis com a sua tisana, tendo regressado a Itália, já doente, deixando contudo Assis à frente da Clínica de Saúde entretanto montada na capital algarvia.
Entre as primeira e última visitas a Faro, terá voltado a Itália, tendo exercido cargos políticos, nomeadamente o de Presidente do Conselho Territorial de Trieste.
No Museu Municipal de Faro existe um busto do Dr. Constantino Cúmano (mandado erigir pelo seu colaborador José Maria Assis).